# دونالد أ. غاري
دونالد أ. غاري (بالإنجليزية: Donald A. Gary)‏ هو ضابط أمريكي، ولد في 23 يوليو 1901 في فندلي في الولايات المتحدة، وتوفي في 9 أبريل 1977.